# 克里斯托夫·麦尔科姆
克里斯托夫·麦尔科姆（英語：Christopher "Chris" Malcolm，1946年8月19日—2014年2月15日），是一名苏格兰电影演员、导演和制片人。1968年，他开始演艺生涯，并在电影、电视剧和音乐剧中扮演不同角色，包括《帝国反击战》、《荒唐阿姨》和《摇滚惊奇之旅》。
他出生于苏格兰亚伯丁，之后全家移民到加拿大。
2014年2月15日，他因癌症死于英国伦敦。

## 作品
- 《帝国反击战》
- 《荒唐阿姨》
- 《摇滚惊奇之旅》
- 《魔幻迷宮》

## 其他链接
- 克里斯托夫·麦尔科姆在互联网电影资料库（IMDb）上的資料（英文）